# Demeter Nóra
Demeter Nóra (San Francisco, 1965. június 26. -) építész. Amerikai születésű, magyar származású. Építész tanulmányai során ösztöndíjjal került első ízben Budapestre. 

## Életpályája
Demeter Nóra az Amerikai Egyesült Államokban született és nőtt fel. BA építészdiplomáját a Berkeley (U.C. Berkeley), MA építészdiplomáját a Yale (Yale University) egyetemeken szerezte. Magyarországon 1993-ban a Fitzroy-Robinson International angol építésziroda megbízásából kezdett el dolgozni. Rövidesen a megbízó cég helyi irodájának igazgatójává nevezték ki.
Demeter Nóra 1998-ban ismerte meg Zoboki Gábort.  Együtt alapították meg 1998-ban a ZDA – Zoboki Demeter és Társaik Építészirodát (Zoboki Demeter&Associates). A Müpa épületének  tervezése az építésziroda munkája; felelős tervező Zoboki Gábor volt. 
A Nanshan Kulturális- és Sportközpont és Művészeti Múzeum együttesét, illetve a kulturális főtér koncepcióját is a Zoboki-Demeter Építésziroda jegyezte (vezető tervezők: Zoboki Gábor és Demeter Nóra)
Demeter Nóra 2015-ben önállósult. Cége a Demeter Design Studio.

## Díjai, elismerései
- Ybl Miklós-díj (2017)